# Stebnícka Huta
Stebnícka Huta (bis 1927 slowakisch „Hutiská“; deutsch Glashütte[n], ungarisch Esztebnekhuta – bis 1907 Sztebnikhutta) ist eine Gemeinde im Osten der Slowakei mit 194 Einwohnern (Stand 31. Dezember 2024). Sie gehört zum Okres Bardejov, einem Kreis des Prešovský kraj, und wird zur traditionellen Landschaft Šariš gezählt.

## Geographie

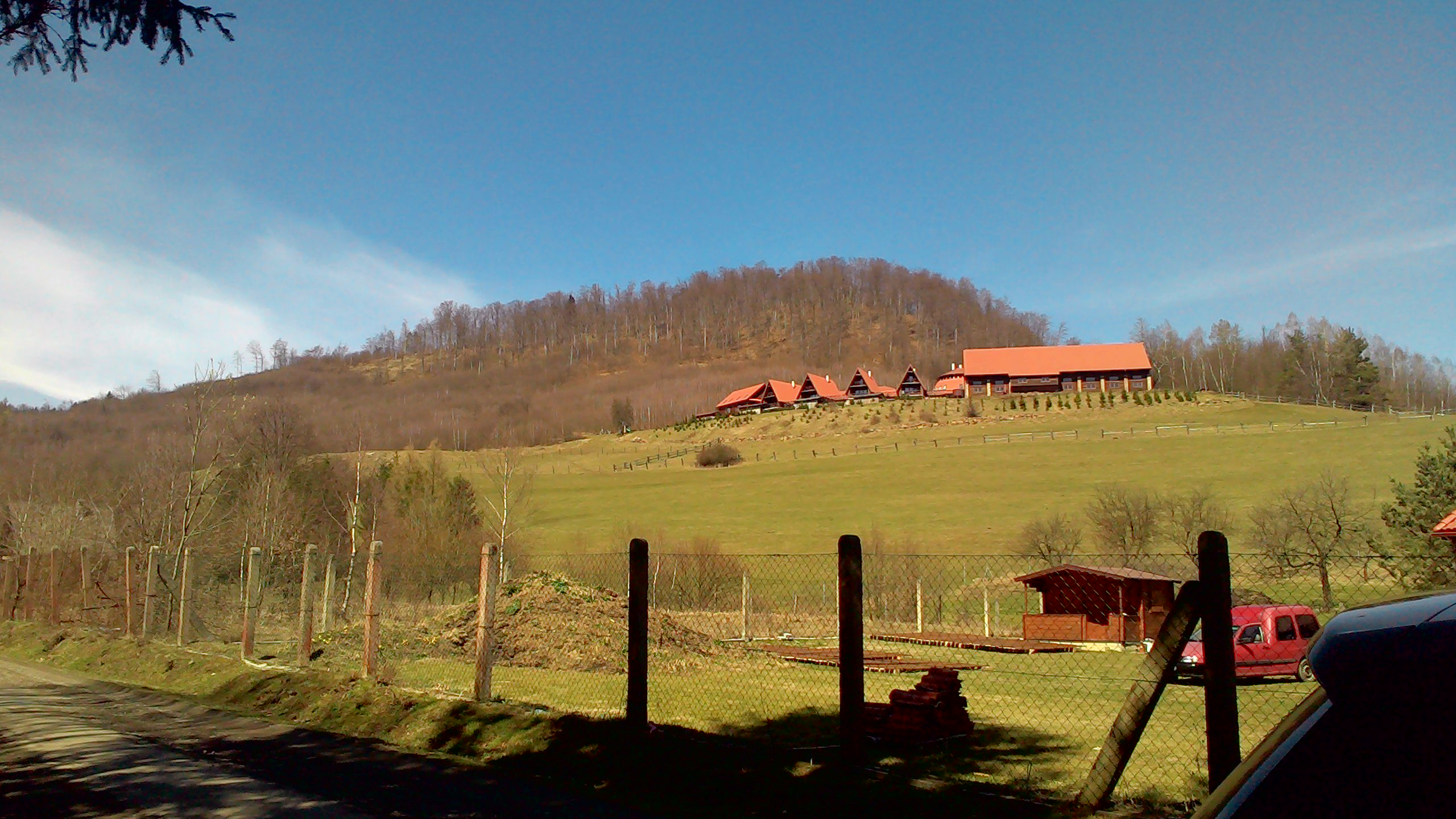
Stebnícka Huta

Die Gemeinde befindet sich im nordwestlichen Teil der Niederen Beskiden, noch genauer im Kleingebirge Busov, im oberen Tal des Baches Stebníček im Einzugsgebiet der Topľa, nahe der Staatsgrenze zu Polen. Das Ortszentrum liegt auf einer Höhe von 514 m n.m. und ist 18 Kilometer von Bardejov entfernt (Straßenentfernung).
Nachbargemeinden sind Uście Gorlickie (Ortschaften Blechnarka und Regietów, PL) im Norden, Regetovka im Nordosten, Chmeľová im Osten und Stebník im Süden und Westen.

## Geschichte
Stebnícka Huta wurde zum ersten Mal 1600 als Vollia Huta schriftlich erwähnt und lag damals in der Herrschaft von Makovica. 1641 wurde eine wandernde Glashütte wieder eröffnet, die schlussendlich bis 1856 in Betrieb war und unter anderem Kristallglas produzierte.
1787 hatte die Ortschaft 29 Häuser und 167 Einwohner, 1828 zählte man 21 Häuser und 316 Einwohner. Ab der Mitte des 19. Jahrhunderts bis 1914 gab es eine Säge im Ort. Die Familie Aspremont besaß die Ortsgüter, gefolgt im 20. Jahrhundert von den Familien Szirmay und Singer.
Bis 1918 gehörte der im Komitat Sáros liegende Ort zum Königreich Ungarn und kam danach zur Tschechoslowakei beziehungsweise heute Slowakei. In der ersten tschechoslowakischen Republik waren die Einwohner vorwiegend als Waldarbeiter tätig. Nach dem Zweiten Weltkrieg pendelte ein Teil der Einwohner zur Arbeit in Industriebetriebe in Bardejov, andere arbeiteten als privat agierende Landwirte.

## Bevölkerung
| Jahr                | 1994 | 2004    | 2014    | 2024     |
| ------------------- | ---- | ------- | ------- | -------- |
| Anzahl der Personen | 242  | 253     | 234     | 194      |
| Unterschied         |      | +4,54 % | −7,50 % | −17,09 % |

| Jahr                | 2023 | 2024 |
| ------------------- | ---- | ---- |
| Anzahl der Personen | 194  | 194  |
| Unterschied         |      | +0 % |

Nach der Volkszählung 2011 wohnten in Stebnícka Huta 261 Einwohner, davon 256 Slowaken, zwei Tschechen sowie jeweils ein Pole und Russine. Ein Einwohner gab eine andere Ethnie an.
243 Einwohner bekannten sich zur römisch-katholischen Kirche, 12 Einwohner zur griechisch-katholischen Kirche und ein Einwohner zur orthodoxen Kirche. Vier Einwohner waren konfessionslos und bei einem Einwohner wurde die Konfession nicht ermittelt.

## Bauwerke
- römisch-katholische Kirche aus dem Jahr 1853

## Verkehr
Nach Stebnícka Huta führt nur die Straße 3. Ordnung 3505 von Zborov und Stebník heraus.